# Zaven Collins
Zaven Collins (geboren am 19. Mai 1999 in Tulsa, Oklahoma) ist ein US-amerikanischer American-Football-Spieler auf der Position des Linebackers. Er spielte College Football an der University of Tulsa. Im NFL Draft 2021 wurde Collins in der ersten Runde von den Arizona Cardinals ausgewählt.

## College
Collins besuchte die Highschool in Hominy, Oklahoma, an der er Football als Quarterback, Linebacker und Safety spielte. Ab 2017 ging er auf die University of Tulsa, um College Football für die Tulsa Golden Hurricane zu spielen. Nach einem Redshirt-Jahr war Collins sofortiger Stammspieler, 2018 kam er in allen 12 Spielen als Starter zum Einsatz. Am erfolgreichsten war Collins 2020, als ihm vier Interceptions gelangen. Dabei konnte er mit einer Interception gegen die SMU Mustangs den Sieg der Golden Hurricane sichern und gegen die Tulane Green Wave mit einem Pick Six über 96 Yards das Spiel in der Overtime entscheiden. Darüber hinaus erzielte Collins insgesamt vier Sacks. Er gewann 2020 die Bronko Nagurski Trophy und den Chuck Bednarik Award als bester Spieler der Defense im College-Football in der Saison 2020, außerdem den Lombardi Award. Collins wurde als Defensive Player of the Year in der American Athletic Conference (AAC) und als Unanimous All-American ausgezeichnet. Am 24. Dezember 2020 gab Collins seine Anmeldung für den NFL Draft bekannt, damit verzichtete er auf das Bowl Game der Golden Hurricane an Neujahr. Er kam in 32 Spielen für Tulsa zum Einsatz, davon 30-mal als Starter.

## NFL
Im NFL Draft 2021 wurde Collins von den Arizona Cardinals in der ersten Runde an 16. Stelle ausgewählt. Collins konkurrierte in der Saisonvorbereitung für 2021 mit Jordan Hicks um eine Rolle als Stammspieler neben Isaiah Simmons, letztlich ging er als dritter Linebacker in die Saison. Ab dem achten Spieltag wurde Collins in dieser Rolle durch Tanner Vallejo ersetzt und kam im weiteren Saisonverlauf kaum noch in der Defense zum Einsatz, sondern spielte vorwiegend in den Special Teams. Insgesamt kam er als Rookie bei rund 20 % aller defensiven Spielzüge der Cardinals zum Einsatz. In seinem zweiten Jahr in der NFL war er in 16 Spielen Starter und verzeichnete 100 Tackles, zwei Sacks, sechs verhinderte Pässe und eine Interception. Unter dem neuen Trainerstab von Head Coach Jonathan Gannon veränderte sich Collins’ Rolle in der Saison 2023. Zuvor war er vorwiegend als Off-Ball-Linebacker eingesetzt worden, von da an sollte er vermehrt als Edge Rusher eingesetzt werden. Am ersten Spieltag der Saison 2023 gelang Collins gegen die Washington Commanders eine Interception, zudem konnte er einen Fumble aufnehmen. Insgesamt gelangen ihm 41 Tackles und 3,5 Sacks in der Saison 2023.

### NFL-Statistiken
| Saison                             | Saison | Spiele | Spiele      | Tackles | Tackles | Tackles | Tackles | Interceptions | Interceptions | Interceptions | Interceptions | Interceptions | Fumbles | Fumbles | Fumbles |
| Jahr                               | Team   | Spiele | als Starter | Gesamt  | Solo    | Ast     | Sacks   | PD            | INT           | Yds           | Lng           | TD            | FF      | FR      | TD      |
| ---------------------------------- | ------ | ------ | ----------- | ------- | ------- | ------- | ------- | ------------- | ------------- | ------------- | ------------- | ------------- | ------- | ------- | ------- |
| 2021                               | ARI    | 17     | 6           | 25      | 13      | 12      | 0,0     | 3             | 0             | 0             | 0             | 0             | 0       | 0       | 0       |
| 2022                               | ARI    | 16     | 16          | 100     | 63      | 37      | 2,0     | 6             | 1             | 30            | 30            | 1             | 1       | 0       | 0       |
| 2023                               | ARI    | 17     | 17          | 41      | 27      | 14      | 3,5     | 3             | 1             | 1             | 1             | 0             | 0       | 1       | 0       |
| 2024                               | ARI    | 17     | 17          | 57      | 33      | 24      | 5,0     | 1             | 0             | 0             | 0             | 0             | 2       | 0       | 0       |
| Gesamt                             | Gesamt | 67     | 56          | 233     | 136     | 87      | 10,5    | 13            | 2             | 31            | 30            | 0             | 3       | 1       | 0       |
| Quelle: pro-football-reference.com |        |        |             |         |         |         |         |               |               |               |               |               |         |         |         |